# Urbanus procne
Urbanus procne, bướm đuôi dài nâu, là một loài bướm ngày thuộc họ Bướm nhảy. Nó được tìm thấy từ Argentina, bắc qua Trung Mỹ và Mexico đến nam Texas. Những con đi lạc hiếm có có thể được tìm thấy ở miền nam New Mexico, nam Arizona và nam California.
Sải cánh dài 37–48 mm. Ba thế hệ được sinh ra mỗi năm ở miền nam Texas.
Ấu trùng ăn nhiều loại cỏ khác nhau, bao gồm Cynodon dactylon và Sorghum halepense.

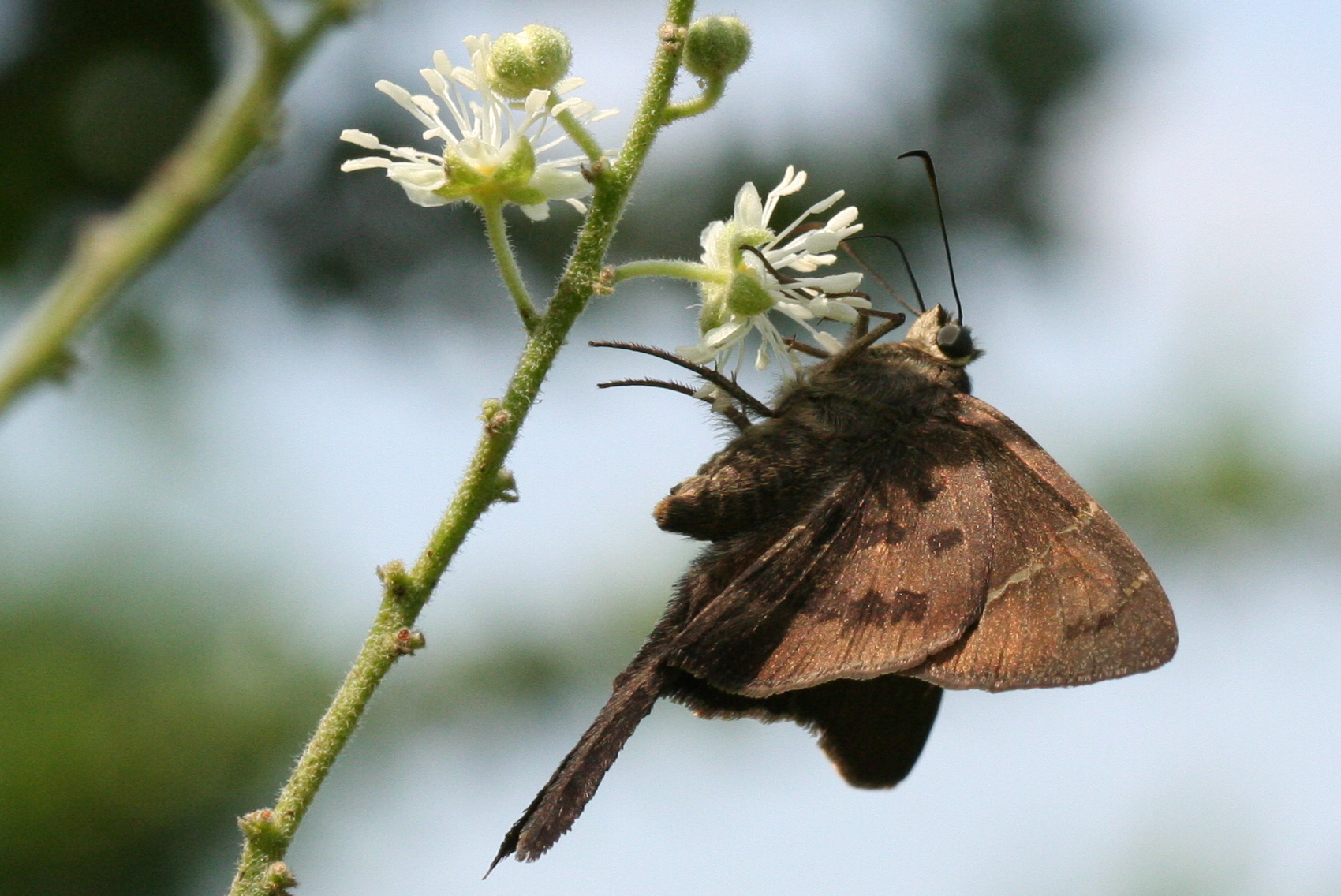
Ở Mỹ

## Hình ảnh

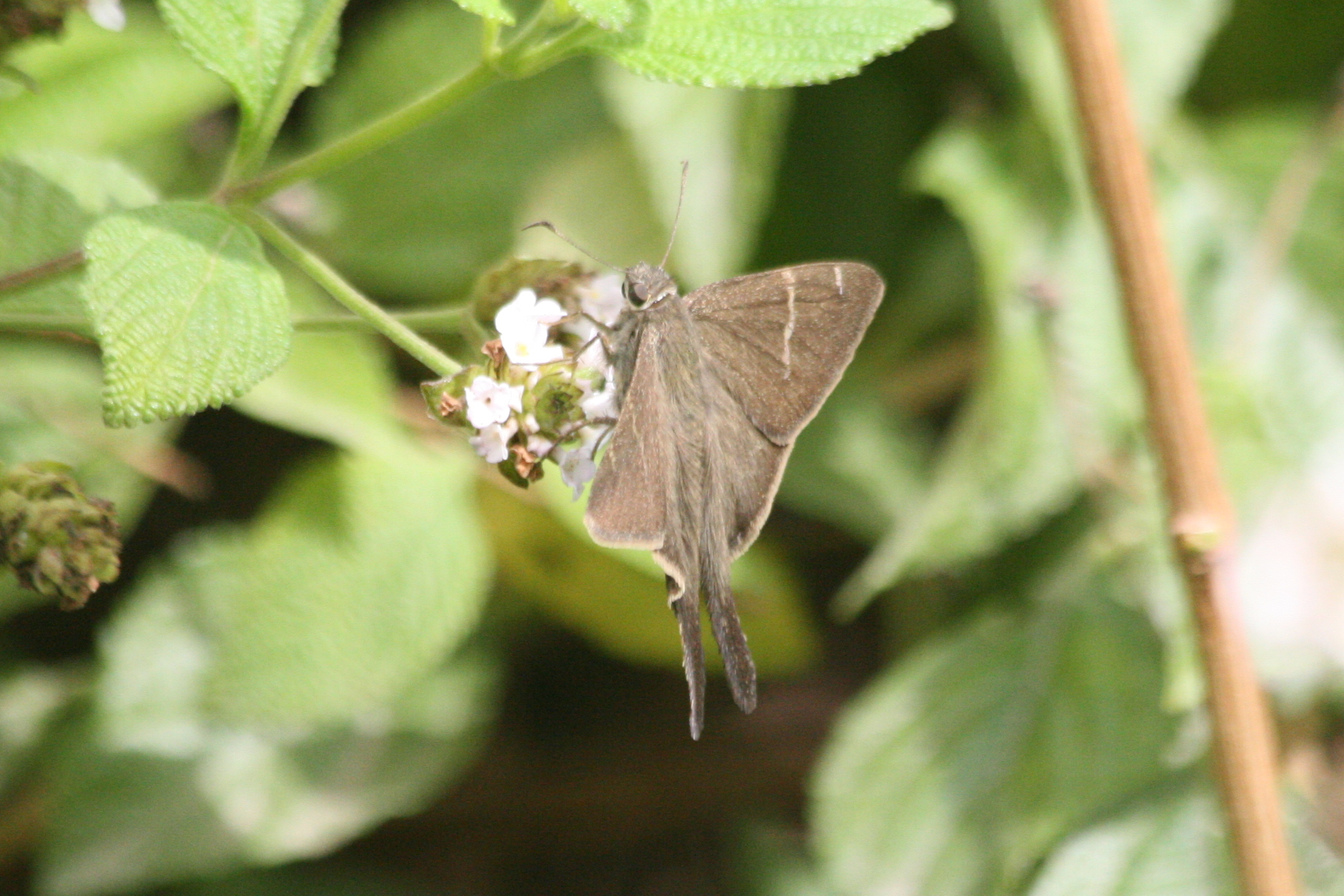
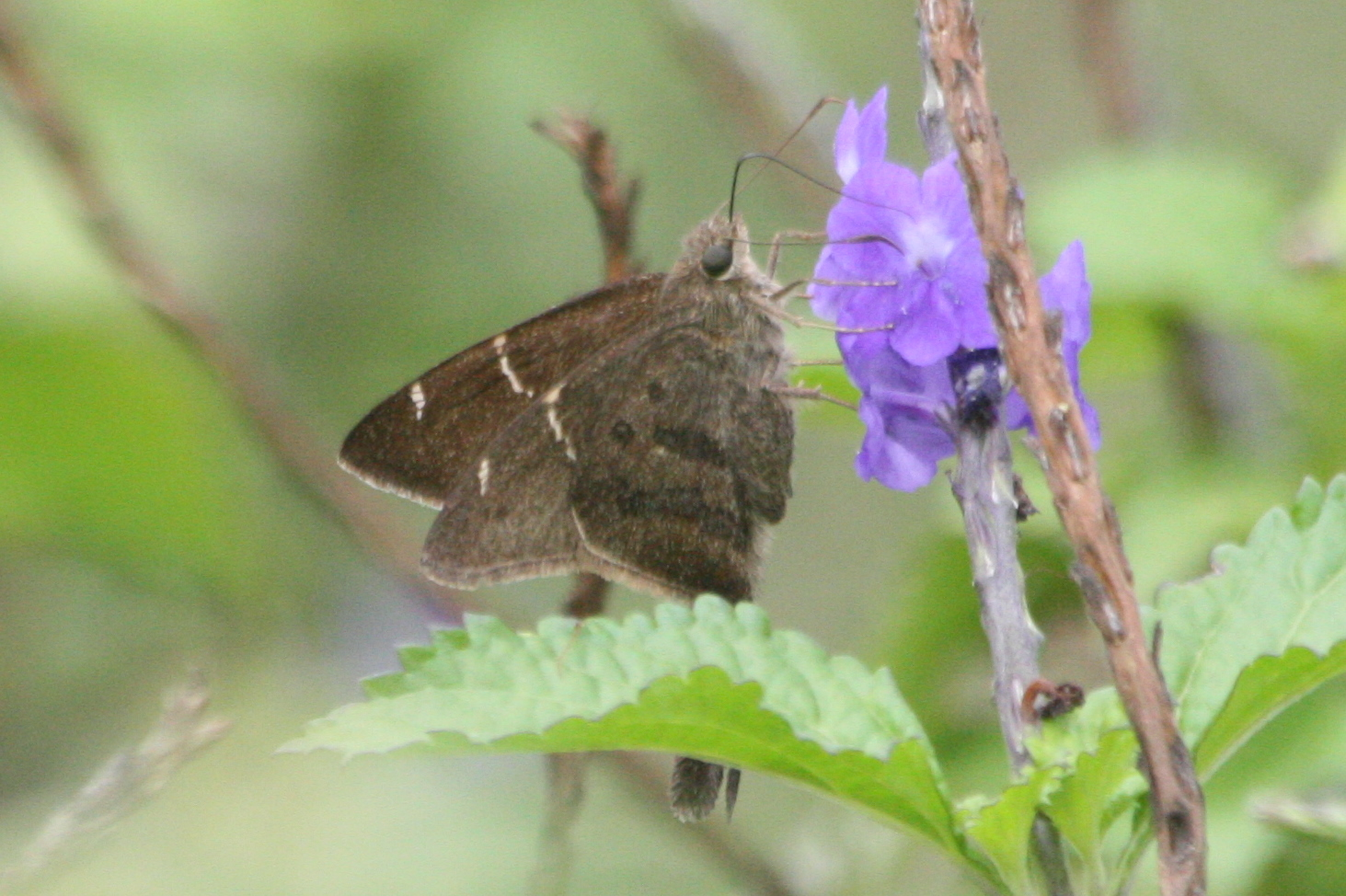
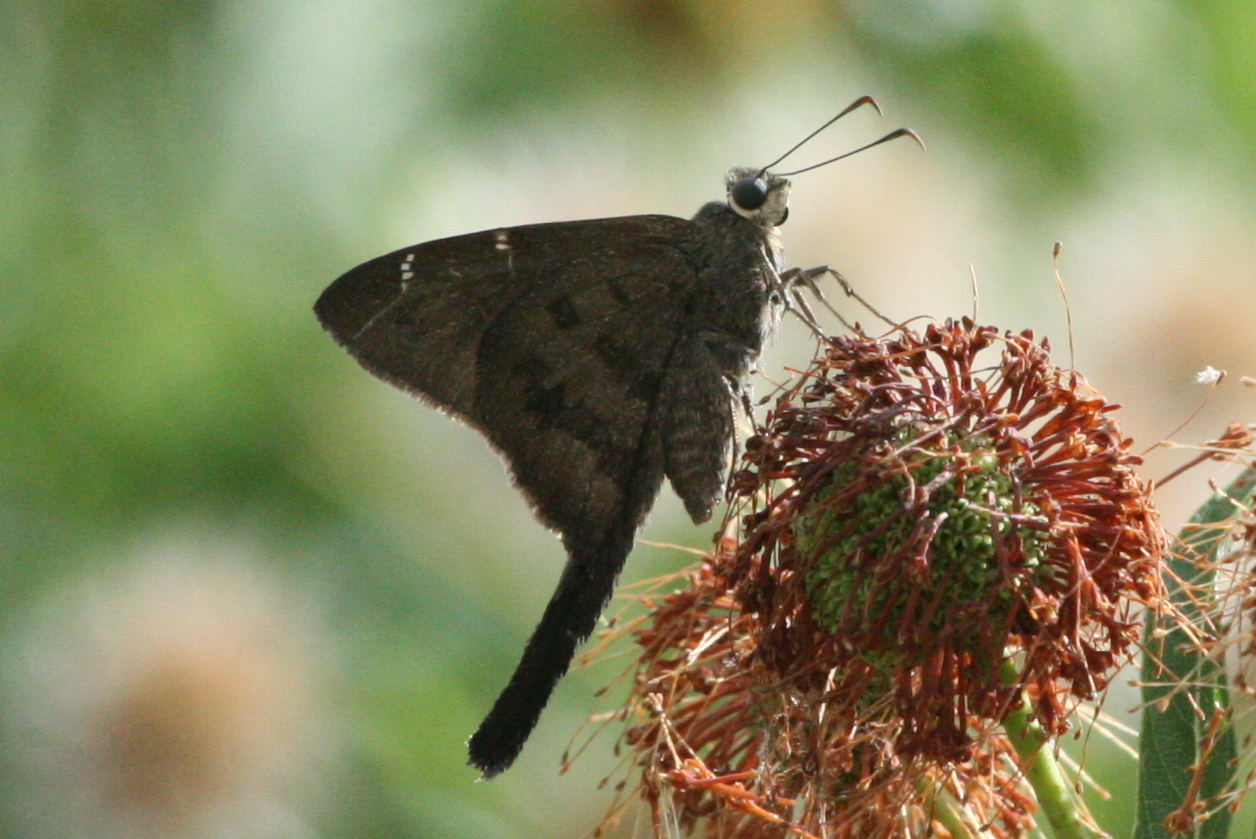
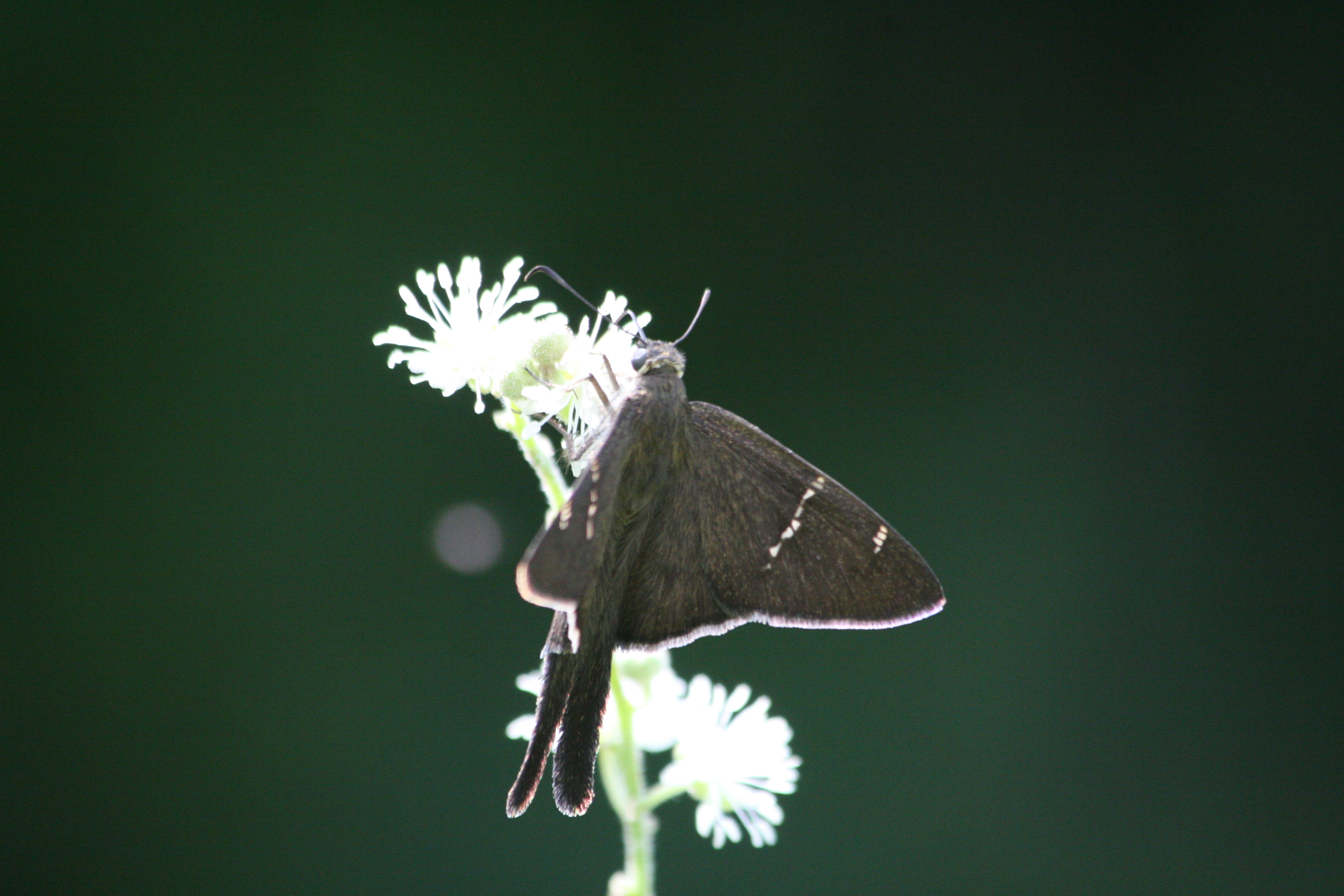